# Jone Salinas
Jone Salinas (Reggio di Calabria, 8 marzo 1918 – Roma, 27 maggio 1992) è stata un'attrice italiana.

## Biografia
Attratta dal mondo dello spettacolo e dalla recitazione si trasferisce dal capoluogo calabrese, a Roma per frequentare i corsi del Centro Sperimentale di Cinematografia, dove si diploma nel 1940, dopo aver già debuttato nel cinema diretta da Blasetti del film Un'avventura di Salvator Rosa, successivamente è nel cast di Fortuna con la regia di Max Neufeld, uno dei registi più apprezzati del periodo.
Nel 1943 sposa il regista teatrale e cinematografico Antonio Musu, in quell'anno sarà presente solo in due film, nel dopoguerra ritornerà davanti alla cinepresa nel 1947 con Vendetta nel sole di Giuseppe Amato, sino alla grande occasione che le si presenta con l'incontro con Pietro Germi, che la farà scritturare come protagonista, nel cast de In nome della legge, dopo il quale i lavori che le si presenteranno saranno di poco valore, e così sino al 1964 quando lascerà per sempre la sua attività. 
Saltuaria la sua presenza in lavori teatrali e televisivi.

## Filmografia
- Un'avventura di Salvator Rosa, regia di Alessandro Blasetti (1939)
- Fortuna, regia di Max Neufeld (1940)
- L'arcidiavolo, regia di Toni Frenguelli (1940)
- Melodie eterne, regia di Carmine Gallone (1940)
- L'elisir d'amore, regia di Amleto Palermi (1941)
- L'amore canta, regia di Ferdinando Maria Poggioli (1941)
- L'ultimo combattimento, regia di Piero Ballerini (1941)
- Sissignora, regia di Ferdinando Maria Poggioli (1941)
- Soltanto un bacio, regia di Giorgio Simonelli (1942)
- Inferno giallo, regia di Géza von Radványi (1942)
- Gioco pericoloso, regia di Nunzio Malasomma (1942)
- La danza del fuoco, regia di Giorgio Simonelli (1943)
- Senza una donna, regia di Alfredo Guarini (1943)
- Vendetta nel sole, regia di Giuseppe Amato (1947)
- L'apocalisse, regia di Giuseppe Maria Scotese (1947)
- Ruy Blas, regia di Pierre Billon (1948)
- In nome della legge, regia di Pietro Germi (1949)
- Vertigine d'amore, regia di Luigi Capuano (1949)
- Due sorelle amano, regia di Jacopo Comin (1950)
- La taverna della libertà, regia di Maurice Cam (1950)
- Persiane chiuse, regia di Luigi Comencini (1951)
- Gli uomini, che mascalzoni!, regia di Glauco Pellegrini (1953)
- Sinfonia d'amore, regia di Glauco Pellegrini (1954)
- Totò e Marcellino, regia di Antonio Musu (1958)
- La fuga, regia di Paolo Spinola (1964)
- Le belle famiglie, regia di Ugo Gregoretti (1964)

## Doppiatrici
- Rosetta Calavetta in Soltanto un bacio, Senza una donna, Totò e Marcellino